# Сырец (остановочный пункт)
Сыре́ц (укр. Сире́ць) – пассажирский остановочный пункт Киевского железнодорожного узла Юго-Западной железной дороги. Расположена на Северном кольце – обходной железнодорожной линии, соединяющей станции Святошино и Дарница через станцию Почайна. Расположена возле пересечения улиц Стеценко, Щусева и Тираспольской. Платформа размещается между остановочными пунктами Рубежовский и Приорка.
Возник во время строительства Северной обходной линии, впервые обозначена на карте Киева 1918 года как разъезд Сырец.
Получил название от одноимённой местности. Электрифицирован вместе с линией в 1968 году. В 2004 году поблизости была открыта станция метро «Сырец», в 2006-2007 годах реконструирован железнодорожный мост, проходящий над улицами Стеценко и Щусева.